# Zentrum-Bozner Boden-Rentsch
Zentrum-Bozner Boden-Rentsch (italienisch Centro-Piani-Rencio) ist das größte und östlichste der fünf Stadtviertel der Südtiroler Landeshauptstadt Bozen (Italien). Im Stadtviertel befinden sich neben dem Rathaus ein Großteil der Landesämter, der Sitz der Südtiroler Landesregierung, des Südtiroler Landtags, vier der sechs Theater der Stadt, die wichtigsten Museen der Stadt und die ältesten Straßen Bozens.

## Geografie

### Lage
Das Stadtviertel nimmt den gesamten Osten des Gemeindegebiets ein. Während das sogenannte Zentrum von Bozen mit der Altstadt und die namengebenden Stadtteile Bozner Boden und Rentsch im Nordosten des Bozner Talkessels im Randbereich des Etschtals liegen, erreicht das Stadtviertel auch die untersten Abschnitte des Sarntals, Eisacktals und Eggentals sowie umgebende Berggebiete.
Im Westen stellt der Flusslauf der Talfer vom Ausgang des Sarntals bei St. Anton bis zur Einmündung in den Eisack die Grenze zum Stadtviertel Gries-Quirein dar. Auf der gegenüberliegenden Flussseite verläuft die Grenze zum Stadtviertel Oberau-Haslach über den Südhang des Virgls und weiter den Regglberg hinauf. Hier, an der Südgrenze zu den Gemeinden Deutschnofen und Leifers, erreicht Bozen am Titschen über Kohlern auf 1616 m seinen höchsten Punkt. Im Osten fällt die Grenze ins untere Eggental hinab und folgt dem Verlauf des Eggentaler Bachs, der hier Bozen von der Gemeinde Karneid trennt, talauswärts bis zur Einmündung in den Eisack vor Kardaun. Nun folgt sie dem Fluss ins Eisacktal talaufwärts bis in das Gebiet zwischen Kardaun und Blumau. Ab hier verläuft nun die Nordgrenze zur Gemeinde Ritten quer über den Hang des Rittner Bergs oberhalb von Leitach, St. Justina, Rentsch und St. Magdalena bis zum Ausgang des Sarntals.

### Gliederung
Das Stadtviertel besteht aus dem Zentrum Bozens einschließlich der Altstadt und großen Teilen der alten Landgemeinde Zwölfmalgreien, nämlich den Malgreien Zollstange, St. Peter, St. Johann, Rentsch, zu dem einst auch der Bozner Boden gerechnet wurde, St. Magdalena, St. Justina, Leitach, Kampill, Kampenn (mit Kohlern) und Virgl.
Der Bereich der Laubengasse mit dem zentral gelegenen Kornplatz bildet den Mittelpunkt der in ihren Ursprüngen mittelalterlichen Altstadt Bozens, die im Süden bis Waltherplatz, Dom und Dominikanerkirche reicht. An diese schließen sich mit der Wangener Vorstadt im Norden, der landesfürstlichen Vorstadt im Westen sowie den historischen Vierteln Rain und Gurmental im Südosten die im Vergleich zum Altstadtkern weniger regelmäßig gestalteten mittelalterlichen Stadterweiterungen an. Der Bereich nördlich und östlich der Altstadt bis zum Hangfuß von St. Peter und St. Magdalena wurde in der Gründerzeit verbaut. Jenseits der südöstlich des Zentrums verlaufenden Bahnlinie erstreckt sich das Gewerbegebiet Bozner Boden.

### Geologie
Die Altstadt von Bozen liegt am unteren Ende eines Schwemmkegels der aus dem Sarntal mündenden Talfer. Oberhalb des Bozner Bodens bieten Lockersedimente aus eiszeitlichen Schotter- und Moränenablagerungen ideale Voraussetzungen für den Weinanbau. Besonders gut ausgebildet sind sie in den für den gleichnamigen Wein bekannten Malgreien St. Magdalena und St. Justina. Diese werden zu den besten Weinlagen Südtirols gezählt. An den oberhalb gelegenen Talflanken steht der rötliche Quarzporphyr an, gefolgt von der breiten Mittelgebirgsterrasse am Ritten.

## Geschichte
Da die historische Altstadt zum Viertel gehört, entspricht die Vorgeschichte des Viertels weitgehend der Geschichte Bozens. Der Name der Stadt Bozen geht nicht auf die bisher nicht näher lokalisierte römerzeitliche Militärstation Pons Drusi zurück. Die eigentliche Gründung einer städtischen Marktsiedlung im Bereich der heutigen Altstadt erfolgte im späteren 12. Jahrhundert, wobei direkte Urkundenbelege für den Gründungsvorgang fehlen. Hierbei bestehen unterschiedliche Auffassungen, ob die neu gegründete Marktsiedlung – angesichts von Grundriss und einer relativ kleinen Gemarkungsfläche von nur 69 Hektar (1828) – planmäßig innerhalb älterer dörflicher Siedlungskerne von Zwölfmalgreien angelegt worden ist oder ob sie schon im 11. Jahrhundert bestanden hat. Der Bozner Boden selbst ist bereits im späten 15. Jahrhundert unter den Bezeichnungen „Poden pey Botzenn“ bzw. „Poden vnder Rentsch gegen dem Eysagk“ urkundlich bezeugt.
Das Stadtviertel selbst wurde, wie auch die anderen Bozner Stadtviertel, 1995 eingerichtet.
1998 wurde das Südtiroler Archäologiemuseum eröffnet, welches die Gletschermumie Ötzi beherbergt. 2009 wurde im Bozner Boden das größte Kino der Stadt, das Cineplexx Bozen mit sieben Sälen, eröffnet.

## Politik

### Stadtviertelrat
Bei allen Wahlen zum Stadtviertelrat konnte die Südtiroler Volkspartei die relative Mehrheit erreichen und den Präsidenten stellen.
| Stadtviertelratswahl Zentrum-Bozner Boden-Rentsch 2020 %403020100 31,0 %13,4 %9,8 %8,5 %7,0 %6,3 %6,2 %5,1 %4,8 %2,5 %1,6 %3,8 % SVPGrünePDLNTKWeiterfBLgFdIFüBoiM5SVLkSonst.Gewinne und Verlusteim Vergleich zu 2016 %p 8 6 4 2 0 −2 −4 −6 −8−10−12−14−4,9 %p−1,1 %p+0,2 %p+1,7 %p+7,0 %p+6,3 %p+2,3 %p+5,1 %p+2,8 %p−6,9 %p+0,5 %p−12,7 %pSVPGrünePDLNTKWeiterBLFdIFüBoM5SVLSonst.Anmerkungen:f Oltre Weiter Zaning Lista Civica Bürgerlistei lo sto con Bolzano – Für Bozenk Vereinte Linke Sinistra Ultra | Sitzverteilung im Stadtviertelrat Zentrum-Bozner Boden-Rentsch seit 2020Insgesamt 11 Sitze - PD: 1 - Grüne: 1 - BL: 1 - TK: 1 - FüBo: 1 - Weiter: 1 - SVP: 3 - LN: 1 - FdI: 1 |

| Präsidenten des Stadtviertelrates |                             |
| --------------------------------- | --------------------------- |
| 1995–2000                         | Konrad Ausserer (SVP)       |
| 2000–2005                         | Otto von Aufschnaiter (SVP) |
| 2005–2014                         | Rainer Steger (SVP)         |
| 2014–2015                         | Irene Weis (SVP)            |
| 2015–2016                         | Armin Widmann (SVP)         |

### Bevölkerung
Am 21. Februar 2012 lebten 18.118 Personen im Stadtviertel. Bezüglich Einwohnerzahlen liegt es an dritter Stelle, nach Gries-Quirein und Don Bosco. Mit 17,1 % hat es den größten Anteil an Ausländern.
Zentrum-Bozner Boden-Rentsch ist das Bozner Viertel mit dem höchsten Anteil an deutschsprachiger Bevölkerung und das einzige Stadtviertel mit einer deutschsprachigen Bevölkerungsmehrheit.

## Wirtschaft und Infrastruktur
Im Stadtviertel sind zahlreiche Dienstleistungsunternehmen angesiedelt, vor allem im Zentrum dominiert dieser Sektor. Industrie- und Handelsbetriebe sind vor allem in der Gewerbezone am Bozner Boden vertreten. Die Wirtschaft im Zentrum hingegen ist vom Einzelhandel und vom Tourismus geprägt. Vor allem im Altstadtbereich existieren zahlreiche Geschäfte und Gastronomiebetriebe. Am Obstplatz findet montags bis samstags der berühmte Bozner Obstmarkt statt.

### Bildung
Zum Angebot an öffentlichen deutschsprachigen Einrichtungen gehören drei Grundschulen („Goethe“, „Karl Felix Wolff“, „Eusebio Francesco Chini“) und eine Mittelschule („Josef von Aufschnaiter“). An öffentlichen weiterführenden Schulen ist im Gebiet des Stadtviertels allein die Landesberufsschule für Sozialberufe „Hannah Arendt“ angesiedelt. Dafür existieren mit dem Franziskanergymnasium Bozen und dem Sozialwissenschaftlichen Gymnasium „Maria Hueber“ zwei Privatschulen.
Für die italienische Sprachgruppe gibt es zwei Grundschulen („Dante“, „Eusebio Francesco Chini“) und eine Mittelschule („Ilaria Alpi“). Die einzigen im Stadtviertel angesiedelten weiterführenden Angebote sind zwei Privatschulen, das „Istituto Rainerum“ und das „Istituto Walther“.
Die Freie Universität Bozen hat ihren Hauptsitz im Stadtzentrum. Ein weiteres Hochschulangebote stellt das Konservatorium „Claudio Monteverdi“ Bozen dar.

### Soziale Einrichtungen
Aufgrund der zentralen Lage befinden sich alle wichtigen sozialen Einrichtungen im Stadtviertel. Den örtlichen Vereinen, Körperschaften und politischen Parteien stehen der Mehrzwecksaal „Premstallerhof“ in der Dolomitenstraße (mit dem Bürgerschalter Bozner Boden) sowie der 2010 von Grund auf restaurierte, spätrenaissancezeitliche Ansitz „Lammwirt“ (Lampl) an der Rentscher Straße, der auch das Schulmuseum Bozen beherbergt, als Standort bzw. für Veranstaltungen zur Verfügung.

## Kultur
Zentrum-Bozner Boden-Rentsch beherbergt eine Reihe von Museen: Das Archäologische Museum, das Naturmuseum, das Museion, das Stadtmuseum, das Merkantilmuseum, den Domschatz Bozen und das Schulmuseum Bozen.
Außerdem befinden sich im Stadtviertel zwei Kinos (der Filmclub und das Cineplexx), das Stadttheater, das Kulturhaus Walther von der Vogelweide, das Konzerthaus Joseph Haydn, die Kleinkunstbühne Carambolage und das Kindertheater Theater im Hof. Außerdem befinden sich im Stadtviertel verschiedene Kunstgalerien wie z. B. die Galerie Museum, die Galerien Goethe 1 und 2 und die Galerie Prisma. Eines der beiden Schlösser, die der Gemeinde Bozen gehören, befindet sich ebenfalls im Stadtviertel (Schloss Maretsch). Schloss Runkelstein hingegen befindet sich auf dem Gebiet der Gemeinde Ritten. Beachtenswert sind auch die Ansitze Hörtenberg und Waldgries.

## Religion
Im Stadtviertel befinden sich die Kurie der Diözese Bozen-Brixen sowie verschiedene Kirchen und Kapellen.
In der Altstadt sind dies der Bozner Dom (Maria Himmelfahrt), die Franziskanerkirche, die Dominikanerkirche, St. Antonius (Kapuzinerkirche) und die Herz-Jesu-Kirche (Eucharistinerkirche).
In den ehemaligen Gebieten von Zwölfmalgreien gibt es St. Peter auf Karnol, St. Anton (im Dorf), die Heinrichskirche (im Dorf), St. Georg in Weggenstein (Deutschhauskirche), St. Johann im Dorf, St. Josef am Bozner Boden, St. Lorenz in Rentsch, St. Magdalena in Prazöll, St. Justina in Prazöll, St. Georg in Wangg, St. Martin in Kampill, St. Joachim und Anna in Kampenn, Maria Himmelfahrt und die Altmann-Kapelle in Kohlern, die Heiliggrabkirche und St. Vigil unter Weineck am Virgl.
Im Viertel gibt es zwei freikirchliche Versammlungsräume/Gemeinden und mindestens einen moslemischen Gebetsraum (am Bozner Boden). Die altkatholische Gemeinschaft versammelt sich in der Kirche Maria Regina Angelorum.

## Persönlichkeiten (Auswahl)
- Josef Staffler
- Ludwig Thuille
- Julius Perathoner
- Max Valier
- Johann Nepomuk von Tschiderer
- Michael Gamper
- Josef Mayr-Nusser
- Friedl Volgger
- Silvius Magnago
- Alexander Langer
- Herbert Mayr
- Siegfried Brugger
- Elmar Pichler Rolle
- Luigi Spagnolli
- Verena Buratti
- Dieter Steger